# 奉化鄞县故城
29°41′16.33″N 121°33′1.73″E / 29.6878694°N 121.5504806°E
奉化鄞县故城，位于中国浙江省宁波市奉化区西坞街道白杜村城山南侧，为秦汉至隋代的鄞县县治所在地。城址于2015年12月至2018年2月由宁波市文物考古研究所与奉化区文物保护管理所等机构开展主动考古发掘，探明夯土城墙位于城山山顶，沿山脊线走向分布，已确定西、北、东三段，全长360米左右，合围城址面积约4万平方米，修建于东汉晚期至三国时期。居住区主要位于城山山脚台地，包含从战国至南朝的文化层。城址南侧分布由作坊区和墓葬区遗址，其中墓葬区为宁波地区墓葬最为密集的地区之一，曾发现数百座年代从商周至明清的墓葬。1978年发掘的“熹平四年（175年）”纪年砖墓曾出土已知年代最早的一批青瓷，其中的绳索纹瓷罐被列为国家一级文物。1987年11月，墓葬区以南岙、山厂古墓葬群的名义被列入奉化县文物保护单位，2021年1月7日调整保护范围并以现名公布。